# Joseph Cheeseman
Joseph James Cheeseman, född 1843, död 1896, var en liberiansk politiker som var Liberias president från den 4 januari 1892 till den 12 november 1896. Han dog under sin tid som president och efterträddes av sin vicepresident, William Coleman.